# Dave Duerson
(en) Statistiques sur pro-football-reference
David Russell Duerson, né le 28 novembre 1960 à Muncie et mort le 17 février 2011 à Miami, est un joueur américain de football américain.

## Carrière

### High School
Avant d'entrer à l'université, Duerson joue à divers sports tels que le football américain, le basket-ball et le baseball à la Northside High School. Les Dodgers de Los Angeles lui proposent un contrat mais Dave refuse. Il reçoit de nombreux prix comme celui de Mr. Indiana 1979.

### Université
En 1979, il rentre à l'université de Notre Dame et par la même occasion dans l'équipe de football. Il devient All-American en 1981 et 1982 ; à la fin de sa scolarité, il obtient son baccalauréat en économie avec les honneurs et est nommé MVP de l'équipe par ses coéquipiers.
De 2001 à 2005, il sera un membre du conseil d'administration de l'université.

### NFL
Dave est repêché lors du draft de 1983 par les Bears de Chicago au troisième tour. Ses premières saisons en NFL sont correctes mais il montre son talent en 1985 avec cinq interceptions lui permettant de participer au Pro Bowl. Duerson continue sur sa lancée avec six interceptions en 1986. Il enchaîne deux « grandes saisons » et remporte le Super Bowl XX avant de perdre progressivement du temps de jeu. Néanmoins, il remporte le Walter Payton Man of the Year Award en 1987.
En 1990, il signe avec les Giants de New York, marquant lors de cette saison son premier touchdown après avoir récupéré un fumble. Il remporte son deuxième Super Bowl en 1990.
Après son deuxième titre, Dave quitte New York pour Phoenix avec les Cardinals mais même s'il est présent à tous les matchs, il ne trouve pas une place de titulaire.

## Décès
Duerson est retrouvé mort dans sa maison de Miami le 17 février 2011. Son décès est dû à un suicide d'une balle dans le cœur, un mode de suicide relié à sa dernière volonté de léguer son cerveau à la NFL. Dave Duerson était depuis 2007 membre d'une commission de cette institution qui avait pour objet d'étudier les troubles neurologiques dont se plaignaient plusieurs anciens joueurs professionnels, peut-être liés à des encéphalopathies traumatiques chroniques (ETC). Duerson était lui-même de plus en plus victime de troubles rappelant cette pathologie. Le 2 mai 2011, les neurologistes de l'université de Boston confirment que Duerson souffrait bien d'ETC, à la suite des commotions subies pendant sa carrière de joueur.

Le film Seul contre tous (2015) évoque son décès.